# Magnesiumdruckguss
Beim Magnesiumdruckguss werden vorgewärmte Barren, auch Masseln genannt, in den Schmelz- und Warmhalteöfen chargiert, die mit Stahl-Tiegeln bei jeder Druckgießmaschine ausgestattet sind. In der Regel werden elektrisch- oder gasgefeuerte Schmelzofen benutzt. Aus Sicherheitsgründen müssen die Barren vor dem Eintauchen in das geschmolzene Metall vorgewärmt werden. Wegen der starken Tendenz des geschmolzenen Magnesiums, mit dem Luftsauerstoff zu reagieren, ist es unbedingt notwendig, dass eine schützende Gas-Atmosphäre das geschmolzene Metall abdeckt. Für diesen Zweck wird eine Mischung von 0,2 % Schwefelhexafluorid (SF6) in trockener Luft oder Stickstoff oder einer Mischung von 0,5–2 % Schwefeldioxid in trockener Luft verwendet. Das Schutzgas muss so zugeführt werden, dass beim Schmelzen das Brennen und die Oxidation verhindert wird. Eine zu hohe Konzentration von SF6 bewirkt, dass die Stahlteile angegriffen werden.
Die Metalloberfläche muss glatt und sauber sein.
Schwefeldioxid wird gegenüber SF6 bevorzugt, da SF6 ein extrem starkes Treibhausgas ist. Alternativ wird R134a verwendet.
Weil flüssige Magnesium-Legierungen in beheizten, nickelfreien Stahl-Rohren transportiert werden können, sind eine Vielfalt von Dosiereinrichtungen im Einsatz. In Warmkammer-Druckgießmaschinen können auch saubere Magnesiumteile eingeschmolzen werden. Flüssiges Magnesium hat eine niedrige Löslichkeit gegen Eisen, aus diesem Grunde können verschiedene Arten von Pumpen über beheizte Stahlrohre  geschmolzenes Magnesium zur Dosierung dem Schuss-Zylinder zu geführt werden.
Die Gießtemperatur variiert von einer Legierung zur anderen und hat Einfluss auf den Gießprozess. Typisch ist die Gießtemperatur für AZ91 (MgAl9Zn1) im Bereich von 650–680 °C für Kaltkammerdruckgießmaschinen und 620–640 °C für Warmkammer-Druckgießmaschinen. Legierungen  mit niedrigeren Gehalten von Aluminium, werden mit etwas höhere Temperaturen so um  660–690 °C gegossen.  
Im Allgemeinen können Kaltkammerdruckgießmaschinen, die für Aluminium eingesetzt werden, auch für Magnesium benutzt werden. Wichtige Unterschiede zwischen Aluminium und Magnesium sind die Dichte, die etwa nur 2/3 des Aluminiums beträgt. Die niedrigere Dichte von Magnesium gegenüber Aluminium bedeutet, dass die Trägheit geringer ist und für die gleiche Menge Metall wird eine höhere Strömungsgeschwindigkeit unter Druck erzielt.
Es wird also mit kürzerer Zeit eine Form mit Magnesium gefüllt als mit Aluminium. Auch für Gussteile mit dünnen Wandstärken mit großen Strömungswegen wird die Füllzeit für Magnesium  kürzer sein. Aus diesem Grund arbeiten einige Magnesiumdruckgießer mit Schusskolben Geschwindigkeiten, die 10 m/s übersteigen. Die spez. Gießdrücke sind im Allgemeinen im Bereich von 30–70 MPa. Kaltkammer-Druckgießmaschinen mit Schließkräften bis über 4000 Tonnen sind kommerziell verfügbar.
Auf Warmkammerdruckgießmaschinen werden hauptsächlich kleinere Teile mit Schussgewichten von bis zu 2 – 3 kg produziert. Der Gießdruck ist geringer als bei Kaltkammermaschinen, typisch im Bereich von 20 bis 30 MPa.

## Beispiel Bauteile
- Kaltkammerdruckguss: Getriebegehäuse, Kupplungsgehäuse, Motorengehäuse, Zylinderkopfhauben, Karosseriebauteile, Bohrmaschinengehäuse, Lenkradskelette.

- Warmkammerdruckguss: PC-Gehäuse, Träger, Gehäuse für Mobiltelefone.